# Gangnam-gu
Gangnam-gu (Hangul : 서울 강남구) of Gangnam is een gu of stadsdistrict van Seoel, de hoofdstad van Zuid-Korea. Het bevindt zich ten zuiden van de rivier de Han. In 2010 had Gangnam 527.641 inwoners. Hiermee is het qua inwoneraantal het vierde district. Met een oppervlakte van 39.5 km² is Gangnam het op twee na grootste stadsdeel.
Tot in het begin van de jaren 80 van de 20e eeuw was dit het minst ontwikkelde gebied van Seoul. Sindsdien heeft een enorme ontwikkeling ervoor gezorgd dat het tegenwoordig het meest welvarende en invloedrijke deel van Seoul en heel Zuid-Korea is geworden. Het COEX Convention & Exhibition Center in Gangnam was onder andere de locatie van de G-20 top in 2010 en de Nucleaire veiligheidstop van 2012.

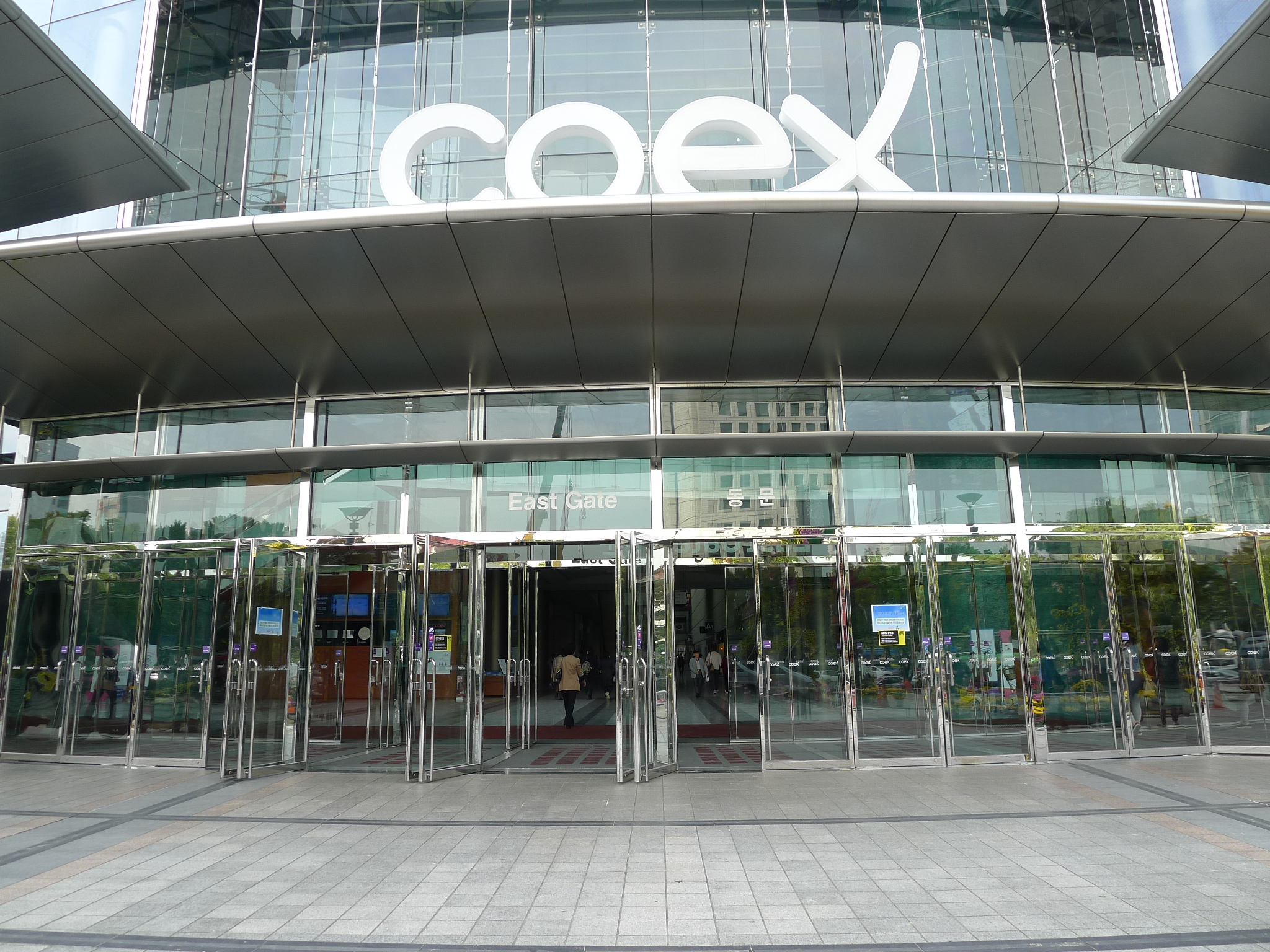
COEX Convention & Exhibition Center
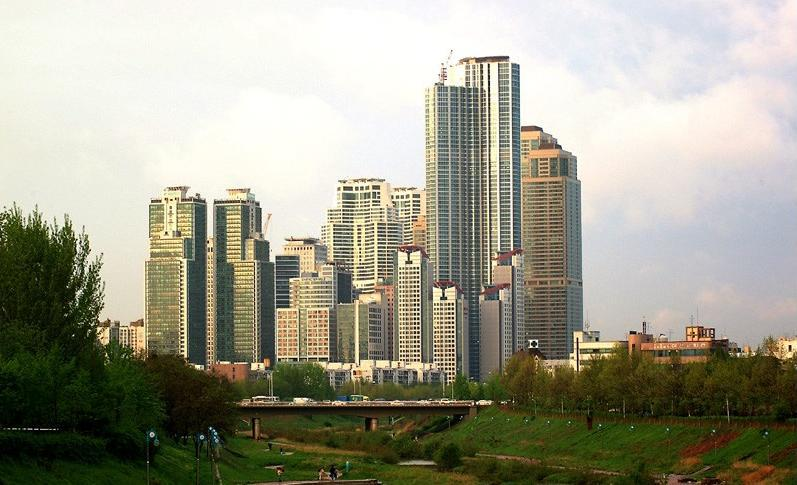
Skyline

## In de populaire cultuur
- Een aantal metrostations in de omgeving werd in 2012 gebruikt voor de opnames van de film The Bourne Legacy.
- De Zuid-Koreaanse rapper PSY bracht in 2012 het K-popnummer "Gangnam Style" uit. De welvaart en levensstijl in Gangnam staan hierin centraal.